# Zvonice (Osičky)
Cihlová zvonička se nalézá v parčíku na návsi obce Osičky v okrese Hradec Králové. V bezprostředním  okolí zvoničky se nachází i pomník padlých v první světové válce a kovový krucifix na pískovcovém pylonu.

## Popis
Cihlová zvonička v Osičkách představuje patrovou cihlovou věžovitou stavbu založenou na čtvercovém půdorysu. Patro se zvonem je otevřeno do čtyř stran klenutými otevřenými oblouky. Zvonička je zakončena nízkou jehlancovitou plechovou střechou.
V čelní stěně zvoničky je v přízemním patře umístěn zasklený výklenek se soškou Panny Marie a svatým obrázkem.

## Galerie

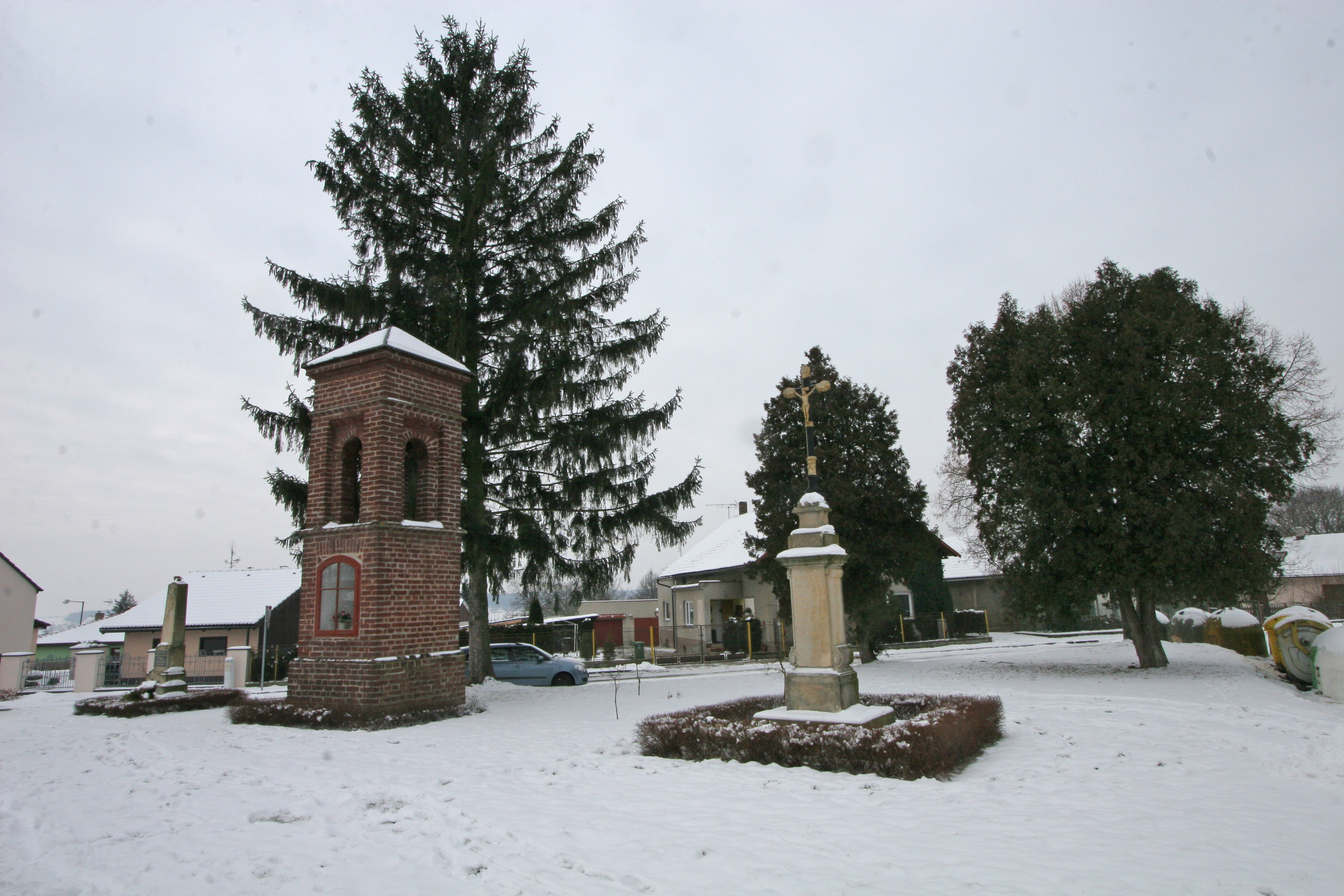
Celkový pohled na zvoničku v Osičkách v zimě 2013
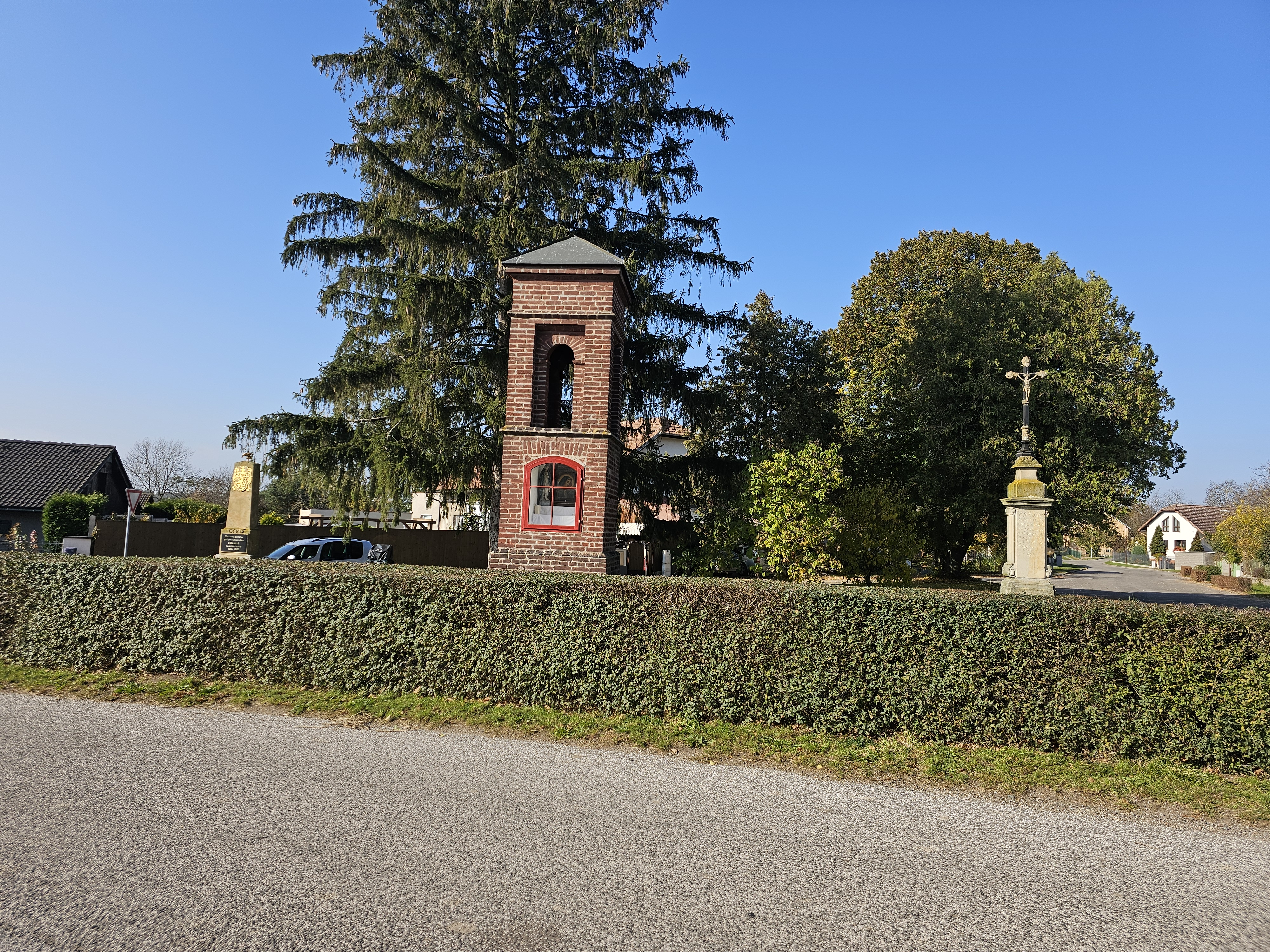
Celkový pohled na zvoničku v Osičkách v roce 2024